# Critérium des Aiglons
Le Critérium des Aiglons est une compétition cycliste masculine disputée en France de 1920 à 1932.
Organisé par L'Écho des sports, il est disputé par des « aspirants-champions » ne s'étant pas encore classés parmi les trois premiers d'une course. Sa première édition est parcourue entre Bordeaux et Paris, simultanément à un Critérium des As, qui réunit des coureurs confirmés sur le trajet Bordeaux-Paris-Bordeaux,. À partir de 1924, il s'adresse à des coureurs de moins 30 ans, n'ayant pas gagné une course majeure (Paris-Roubaix, Milan-San Remo, Bordeaux-Paris, Paris-Brest-Paris, Tour de France, Paris-Bruxelles, Tour d'Italie, championnats de France, de Belgique, d'Italie). À ces conditions s'ajoute en 1926 une limitation aux seuls coureurs professionnels. Cette année-là, le Critérium est organisé par L'Écho des sports et Le Petit Parisien. À partir de 1927, il est organisé conjointement par L'Écho des sports et Le Journal,.

## Palmarès
| Année | Parcours                              | Vainqueur final   | Deuxième          | Troisième          | Nombre d'étapes et vainqueurs                            |
| 1920  | Paris-Saumur-Bordeaux                 | Romain Bellenger  | Charles Juseret   | René Chassot       | 2 : Romain Bellenger (2),                                |
| 1921  | Paris-Boulogne-sur-Mer-Paris          | Robert Grassin    | Eugène Dhers      | Georges Detreille  | 2 : René Chassot, Robert Grassin                         |
| 1922  | Paris-Moulins-Clermont-Ferrand        | Victor Lenaers    | Jean Hilarion     | Achille Souchard   | 2 : Jean Hilarion, Achille Souchard                      |
| 1923  | Paris-Luxembourg-Charleville-Paris    | Georges Cuvelier  | Nicolas Frantz    | Marcel Bidot       | 3 : Nicolas Frantz, Georges Cuvelier, Théophile Beeckman |
| 1924  | Paris-Cherbourg-Paris                 | Gérard Debaets    | Maurice Ville     | Jules Matton       | 2 : Gérard Debaets (2),                                  |
| 1925  | Paris-Montluçon-Saint-Étienne         | Jules Matton      | Marcel Bidot      | Georges Cuvelier   | 2 : Jules Matton, Auguste Verdyck                        |
| 1926  | Paris-Tourcoing-Fécamp-Paris (824 km) | Jean Bidot        | Julien Vervaecke  | Maurice Bonney     | 3 : Joseph Wauters, Joseph Dervaes, Jean Mertens         |
| 1927  | Paris-Angers-Les Sables-d'Olonne      | Julien Perrain    | Jean Bidot        | Eugène Greau       | 2 : Jean Bidot, Julien Perrain                           |
| 1928  | Paris-Tours-Vichy                     | Joseph Mauclair,  | Robert Brugere    | Lucien Lebreton    | 2 : François Henri,, Frans Bonduel,                      |
| 1929  | Paris-Thaon-les-Vosges (724 km)       | Joseph Wauters    | Jérôme Declercq   | Félicien Vervaecke | 3 : Joseph Wauters (2), Jérôme Declercq                  |
| 1930  | Paris-Gand-Arras-Paris                | Ernest Neuhard    | Alfred Hamerlinck | Leon Tommies       | 3 : Romain Gijssels, Georges Laloup, Jean Wauters        |
| 1931  | Paris-Bourges-Le Blanc                | Georges Speicher  | Jean Bidot        | Romain Gijssels    | 2 : Georges Speicher, Romain Gijssels                    |
| 1932  | Paris-Roubaix-Paris                   | Albert Barthélémy | Cyprien Hollay    | Raymond Louviot    | 2 : Albert Barthélémy (2),                               |